# Prefectura autónoma zhuang y miao de Wenshan
Wenshan (en chino, 文山; pinyin, Wénshān) es una prefectura autónoma de la República Popular de China perteneciente a la provincia de Yunnan, localizada a una distancia aproximada de 350 km de la capital provincial. Limita al norte con Qujing; al sur, con Vietnam; al oeste, con la prefectura autónoma lisu de Nujiang; y, al este, con la provincia de Guangxi. Su área es de 31 408 km² y su población total para 2020 superó los 3,5 millones de habitantes.

## Toponimia
El nombre lo toma de su capital y asentamiento original, Wenshan, el cual está formado por los sinogramas Wen (文 escritura) y Shan (山 montaña).
Como las otras regiones autónomas, se caracteriza por estar asociada a un grupo étnico minoritario, en este caso, los zhuang y los miao .

## Administración
La ciudad prefectura autónoma de Wenshan se divide en 1 ciudad municipal y 7 condados.
| Map | Map              | Map      | Map           | Map              | Map        | Map      |
| --- | ---------------- | -------- | ------------- | ---------------- | ---------- | -------- |
|     |                  |          |               |                  |            |          |
| #   | Nombre           | Hanzi    | Pinyin        | Población (2003) | Área (km²) | Densidad |
| 1   | Ciudad Wenshan   | 文山市   | Wénshān Shì   | 430,000          | 3,064      | 140      |
| 2   | Condado Yanshan  | 砚山县   | Yànshān Xiàn  | 440,000          | 3,888      | 113      |
| 3   | Condado Xichou   | 西畴县   | Xīchóu Xiàn   | 250,000          | 1,545      | 162      |
| 4   | Condado Malipo   | 麻栗坡县 | Málìpō Xiàn   | 270,000          | 2,395      | 113      |
| 5   | Condado Maguan   | 马关县   | Mǎguān Xiàn   | 350,000          | 2,755      | 127      |
| 6   | Condado Qiubei   | 丘北县   | Qiūběi Xiàn   | 450,000          | 5,150      | 87       |
| 7   | Condado Guangnan | 广南县   | Guǎngnán Xiàn | 740,000          | 7,983      | 93       |
| 8   | Condado Funing   | 富宁县   | Fùníng Xiàn   | 390,000          | 5,459      | 71       |

## Clima
Wenshan se encuentra en el 'Valle de la Eterna Primavera. Porque está en una meseta, las temperaturas son bastante constantes durante todo el año, con más precipitaciones durante los meses de verano. Enero es el mes más frío con 11 °C, mientras que junio es el más cálido con 22,9 °C, siendo una media anual de 17 °C.
| Parámetros climáticos promedio de Wenshan (1971−2000) | Parámetros climáticos promedio de Wenshan (1971−2000) | Parámetros climáticos promedio de Wenshan (1971−2000) | Parámetros climáticos promedio de Wenshan (1971−2000) | Parámetros climáticos promedio de Wenshan (1971−2000) | Parámetros climáticos promedio de Wenshan (1971−2000) | Parámetros climáticos promedio de Wenshan (1971−2000) | Parámetros climáticos promedio de Wenshan (1971−2000) | Parámetros climáticos promedio de Wenshan (1971−2000) | Parámetros climáticos promedio de Wenshan (1971−2000) | Parámetros climáticos promedio de Wenshan (1971−2000) | Parámetros climáticos promedio de Wenshan (1971−2000) | Parámetros climáticos promedio de Wenshan (1971−2000) | Parámetros climáticos promedio de Wenshan (1971−2000) |
| Mes                                                   | Ene.                                                  | Feb.                                                  | Mar.                                                  | Abr.                                                  | May.                                                  | Jun.                                                  | Jul.                                                  | Ago.                                                  | Sep.                                                  | Oct.                                                  | Nov.                                                  | Dic.                                                  | Anual                                                 |
| ----------------------------------------------------- | ----------------------------------------------------- | ----------------------------------------------------- | ----------------------------------------------------- | ----------------------------------------------------- | ----------------------------------------------------- | ----------------------------------------------------- | ----------------------------------------------------- | ----------------------------------------------------- | ----------------------------------------------------- | ----------------------------------------------------- | ----------------------------------------------------- | ----------------------------------------------------- | ----------------------------------------------------- |
| Temp. máx. media (°C)                                 | 17.4                                                  | 19.6                                                  | 24.1                                                  | 26.9                                                  | 27.6                                                  | 27.8                                                  | 27.6                                                  | 27.5                                                  | 26.1                                                  | 23.4                                                  | 20.4                                                  | 17.8                                                  | 23.9                                                  |
| Temp. mín. media (°C)                                 | 7.2                                                   | 8.7                                                   | 11.8                                                  | 15.5                                                  | 18.1                                                  | 19.6                                                  | 19.6                                                  | 19.0                                                  | 17.5                                                  | 15.0                                                  | 11.2                                                  | 7.4                                                   | 14.2                                                  |
| Precipitación total (mm)                              | 13.9                                                  | 18.3                                                  | 28.9                                                  | 53.8                                                  | 120.8                                                 | 134.8                                                 | 206.4                                                 | 185.4                                                 | 119.4                                                 | 66.0                                                  | 45.6                                                  | 11.9                                                  | 1005.2                                                |
| Días de precipitaciones (≥ 0.1 mm)                    | 6.7                                                   | 6.1                                                   | 5.9                                                   | 10.1                                                  | 15.6                                                  | 17.6                                                  | 20.6                                                  | 21.4                                                  | 15.8                                                  | 12.2                                                  | 8.8                                                   | 4.3                                                   | 145.1                                                 |
| Fuente: Weather China                                 |                                                       |                                                       |                                                       |                                                       |                                                       |                                                       |                                                       |                                                       |                                                       |                                                       |                                                       |                                                       |                                                       |